# Sainte-Catherine-de-Fierbois
Pour les articles homonymes, voir Sainte-Catherine.
Sainte-Catherine-de-Fierbois est une commune française du département d'Indre-et-Loire, en région Centre-Val de Loire.

## Géographie
| Villeperdue | Sorigny                      | Saint-Branchs Louans |
| Saint-Épain | Sainte-Catherine-de-Fierbois | Le Louroux           |
|             | Sainte-Maure-de-Touraine     |                      |

### Hydrographie
Le réseau hydrographique communal, d'une longueur totale de 12,91 km, comprend huit petits cours d'eau pour certains temporaires,.
Une zone humide a été répertoriée sur la commune par la direction départementale des territoires (DDT) et le conseil départemental d'Indre-et-Loire : « les mares de la Rainière »,.

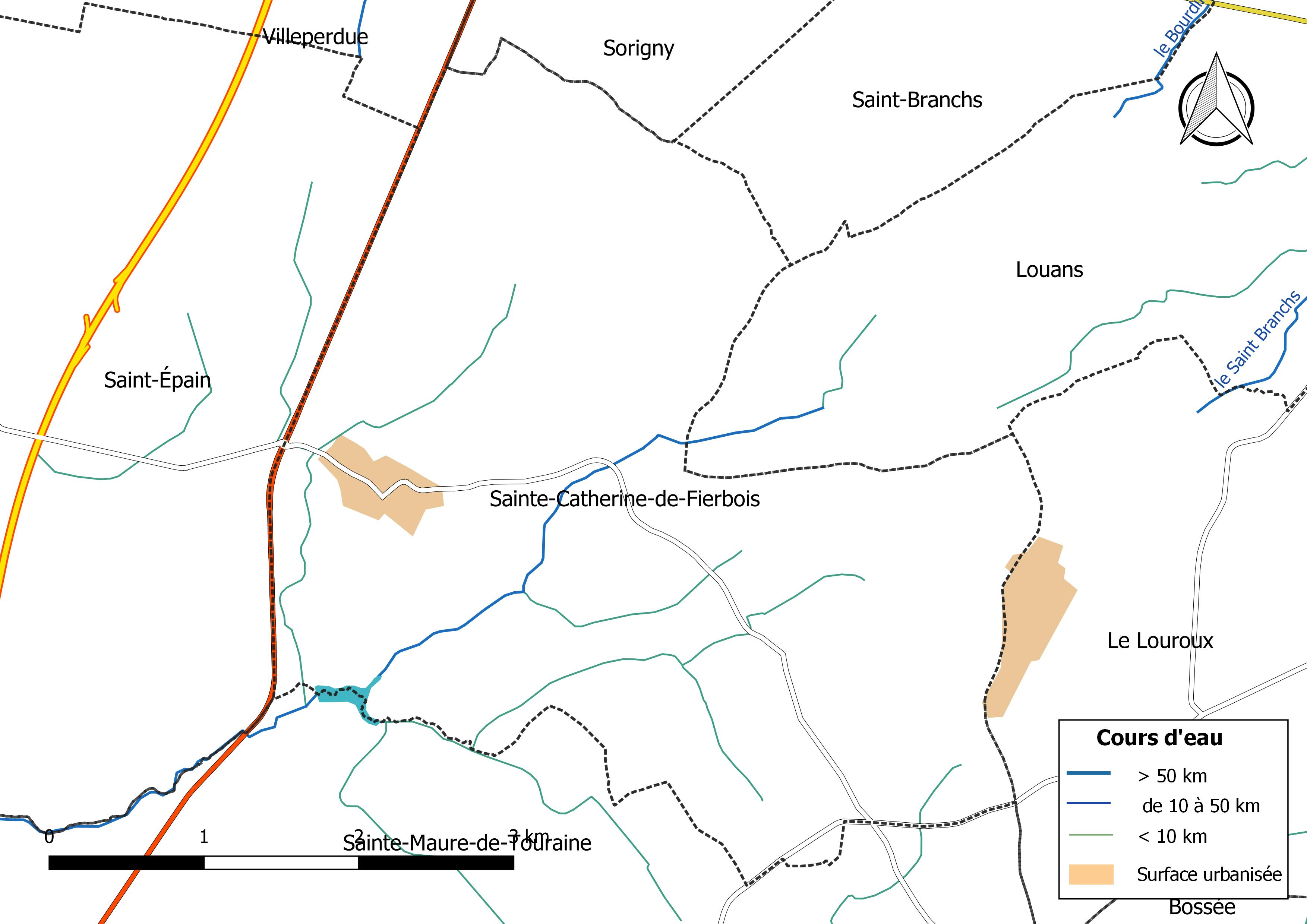
Réseau hydrographique de Sainte-Catherine-de-Fierbois.

### Climat
Pour des articles plus généraux, voir Climat du Centre-Val de Loire et Climat d'Indre-et-Loire.
En 2010, le climat de la commune est de type climat océanique dégradé des plaines du Centre et du Nord, selon une étude du CNRS s'appuyant sur une série de données couvrant la période 1971-2000. En 2020, Météo-France publie une typologie des climats de la France métropolitaine dans laquelle la commune est exposée à un climat océanique altéré et est dans la région climatique  Moyenne vallée de la Loire, caractérisée par une bonne insolation (1 850 h/an) et un été peu pluvieux. 
Pour la période 1971-2000, la température annuelle moyenne est de 11,2 °C, avec une amplitude thermique annuelle de 15 °C. Le cumul annuel moyen de précipitations est de 691 mm, avec 11,4 jours de précipitations en janvier et 6,6 jours en juillet. Pour la période 1991-2020, la température moyenne annuelle observée sur la station météorologique de Météo-France la plus proche, sur la commune de Saint-Épain à 9 km à vol d'oiseau, est de 12,3 °C et le cumul annuel moyen de précipitations est de 745,6 mm,. Pour l'avenir, les paramètres climatiques de la commune estimés pour 2050 selon différents scénarios d'émission de gaz à effet de serre sont consultables sur un site dédié publié par Météo-France en novembre 2022.

## Urbanisme

### Typologie
Au 1er janvier 2024, Sainte-Catherine-de-Fierbois est catégorisée commune rurale à habitat dispersé, selon la nouvelle grille communale de densité à sept niveaux définie par l'Insee en 2022.
Elle est située hors unité urbaine. Par ailleurs la commune fait partie de l'aire d'attraction de Tours, dont elle est une commune de la couronne,. Cette aire, qui regroupe 162 communes, est catégorisée dans les aires de 200 000 à moins de 700 000 habitants,.

### Occupation des sols
L'occupation des sols de la commune, telle qu'elle ressort de la base de données européenne d’occupation biophysique des sols Corine Land Cover (CLC), est marquée par l'importance des territoires agricoles (74,7 % en 2018), en diminution par rapport à 1990 (79 %). La répartition détaillée en 2018 est la suivante : 
terres arables (56,8 %), forêts (21,7 %), prairies (9,6 %), zones agricoles hétérogènes (8,2 %), zones urbanisées (3,4 %), espaces verts artificialisés, non agricoles (0,2 %). L'évolution de l’occupation des sols de la commune et de ses infrastructures peut être observée sur les différentes représentations cartographiques du territoire : la carte de Cassini (XVIIIe siècle), la carte d'état-major (1820-1866) et les cartes ou photos aériennes de l'IGN pour la période actuelle (1950 à aujourd'hui).

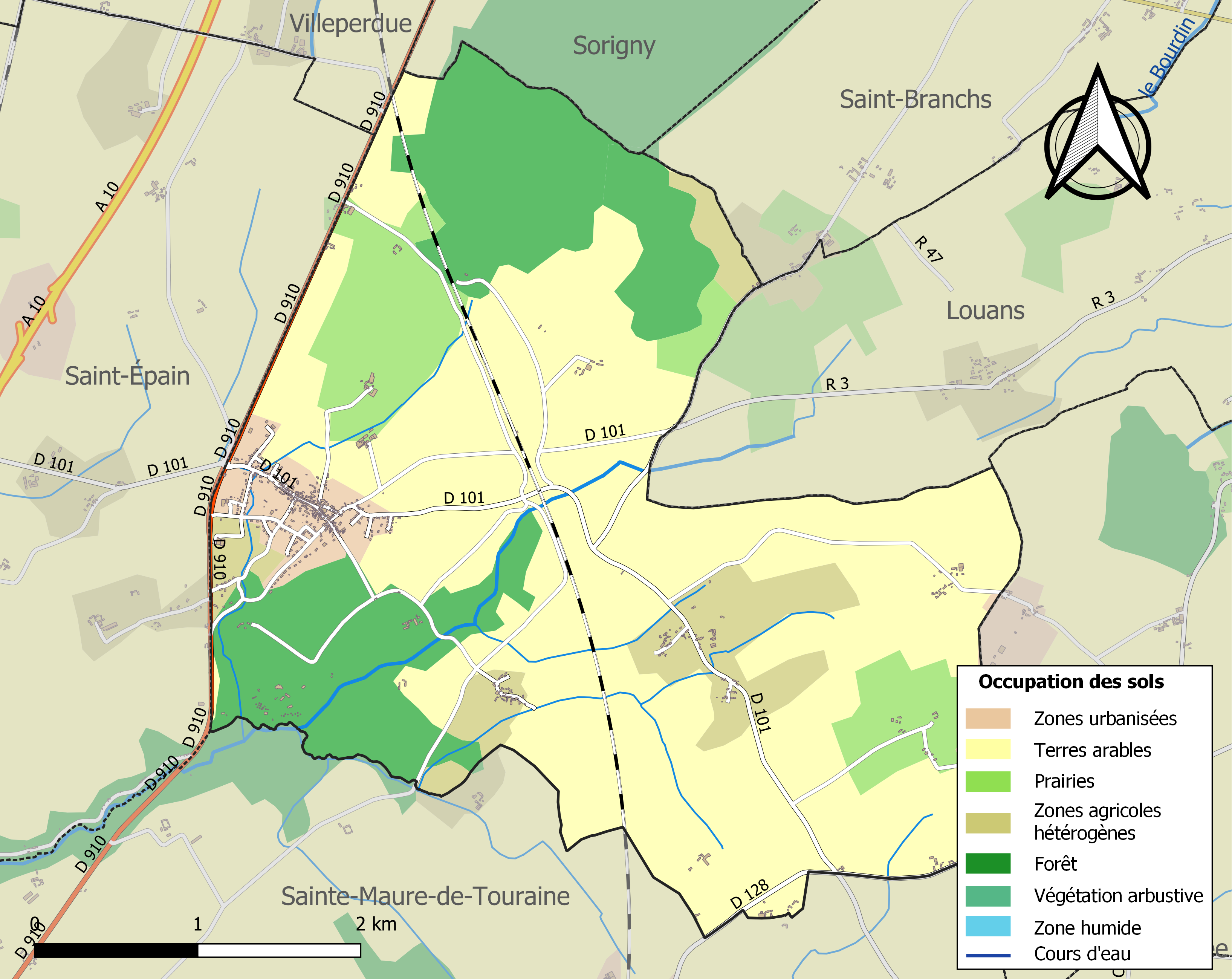
Carte des infrastructures et de l'occupation des sols de la commune en 2018 (CLC).

### Risques majeurs
Le territoire de la commune de Sainte-Catherine-de-Fierbois est vulnérable à différents aléas naturels : météorologiques (tempête, orage, neige, grand froid, canicule ou sécheresse) et séisme (sismicité faible). Un site publié par le BRGM permet d'évaluer simplement et rapidement les risques d'un bien localisé soit par son adresse soit par le numéro de sa parcelle.

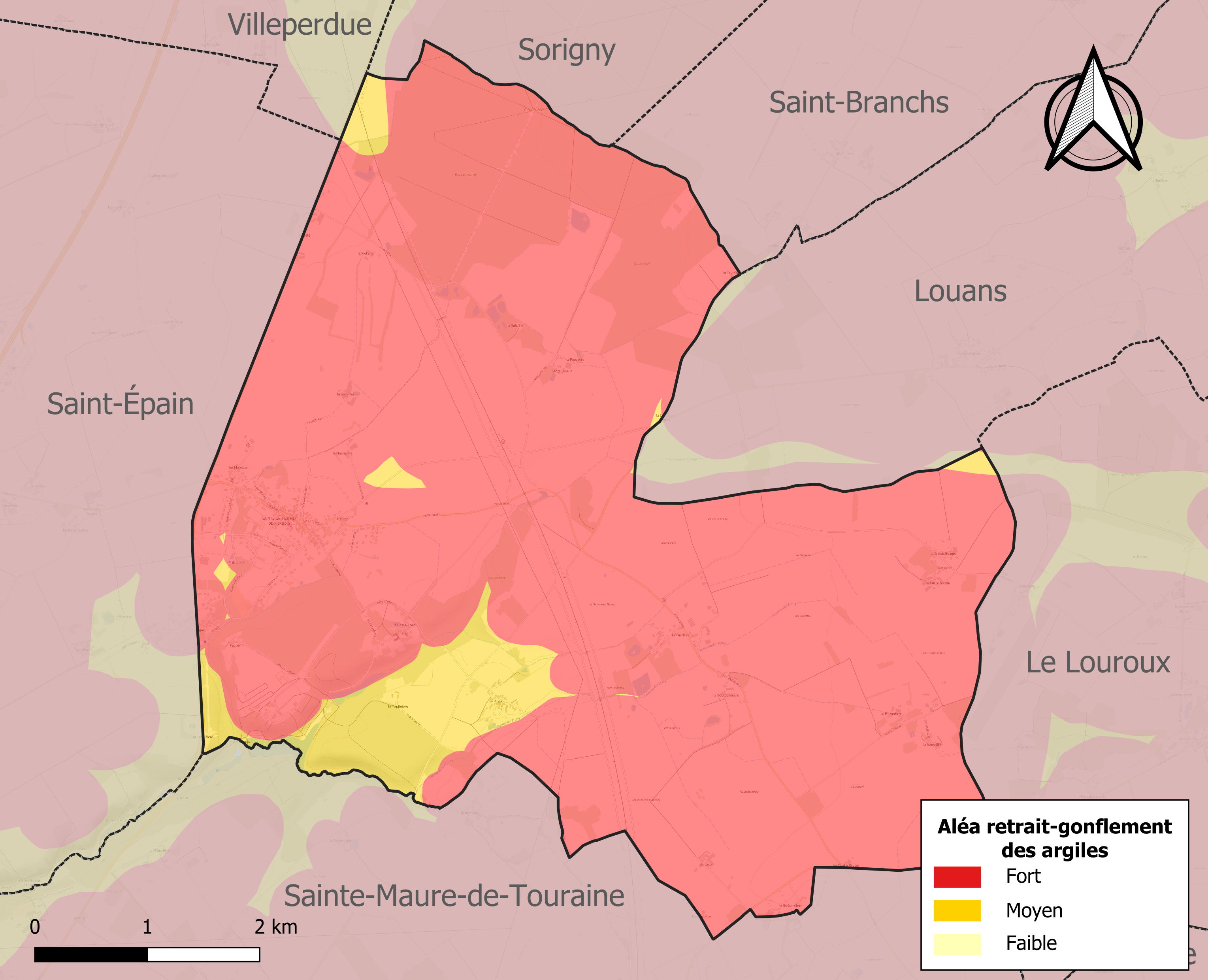
Carte des zones d'aléa retrait-gonflement des sols argileux de Sainte-Catherine-de-Fierbois.

Le retrait-gonflement des sols argileux est susceptible d'engendrer des dommages importants aux bâtiments en cas d’alternance de périodes de sécheresse et de pluie. La totalité de la commune est en aléa moyen ou fort (90,2 % au niveau départemental et 48,5 % au niveau national). Sur les 342 bâtiments dénombrés sur la commune en 2019, 342 sont en aléa moyen ou fort, soit 100 %, à comparer aux 91 % au niveau départemental et 54 % au niveau national. Une cartographie de l'exposition du territoire national au retrait gonflement des sols argileux est disponible sur le site du BRGM,.
Concernant les mouvements de terrains, la commune a été reconnue en état de catastrophe naturelle au titre des dommages causés par la sécheresse en 1990, 2003 et 2005 et par des mouvements de terrain en 1999.

## Histoire

### Moyen Age

#### La chapelle
La légende raconte que Charles Martel, en 732, après avoir remporté la bataille de Poitiers (anciennement appelée Bataille de Tours), aurait exterminé les dernières troupes dans les bois qui avoisinaient alors Sainte-Maure.
Pour remercier Dieu de cette victoire décisive sur les Maures, Charles-Martel aurait fait construire en ce lieu sauvage appelé Fierbois (ferus bocus) une petite chapelle, dédiée à sainte Catherine d'Alexandrie, patronne des soldats. En ex-voto de purification, il y déposa, derrière l'autel, son épée. Cette histoire de dépôt n’apparaît en fait qu’après l’épopée de Jeanne d'Arc.
Le premier manuscrit citant Sainte-Catherine-de-Fierbois est un ouvrage du XVe siècle : Vie de sainte Catherine dans lequel est relaté le premier miracle de cette dernière.
« L'an mil trois cent soixante et quinze, le pèlerinage de Madame sainte Catherine appelé Fierbois, étant en la paroisse de Sainte-Maure, au diocèse de Tours en Touraine, fut trouvé par un prud'homme dudit lieu que l'on appelle Jean Godefroy. Ce Jean Godefroy, habitant audit lieu de Fierbois, était alors en telle maladie qu'il fut sept ans sans pouvoir s'aider de membres qu'il eut… Or il revint à ce bonhomme que, naguère, il y avait eu une chapelle de Madame Sainte Catherine et en un lieu qui était plein de grands bois, de buissons et de ronces. Et il n'y avait aucun qui put y avoir accès. Il lui vint une idée pieuse et lui fut avis que, s'il faisait une neuvaine en ce lieu, sont état s'amenderait. Et il fit tant que, par ses valets, à force de cognées et instruments de fer, il fit faire une sente par laquelle il fut porté audit lieu. Et tantôt qu'il fut devant ladite chapelle, avant que sa neuvaine fût achevée, il vit bien et clair, et fut sain et guéri de tous ses membres. Et encore est-il à cette heure en un aussi bon état qu'il fut jamais. Grâces en soient rendues à Dieu et à Madame Sainte Catherine. »
À cette époque, la France est ravagée par la guerre de Cent Ans, et l’Église catholique divisée par le Grand Schisme d'Occident (il y a jusqu'à trois papes simultanément), et dans sa détresse, le peuple se tourne vers le merveilleux.
En ces temps de troubles, où des bandes de voleurs, de brigands et d'ennemis anglais sillonnaient le pays, beaucoup de chevaliers, paysans et voyageurs qui tombaient entre leurs mains se recommandaient à cette sainte et faisaient vœu d'aller en pèlerinage à sa chapelle, s'ils recouvraient la liberté. Sainte Catherine, qui était déjà patronne des vierges et des soldats (c’était l’équivalent féminin de saint Michel), devient également patronne des enfermés. Son sanctuaire de Fierbois, le seul qui ne se trouve pas dans une partie du royaume contrôlée par les Anglais, devient un but important de pèlerinage
À partir de ce moment-là, le bruit des miracles qui s'opéraient à Fierbois se répandit rapidement et attira, dès lors, une foule de malades et de pèlerins.

#### La construction de l'aumônerie
Pour recevoir les pèlerins qui affluèrent dès lors à Saint-Catherine, Jean le Meingre, dit Boucicaut, qui en était seigneur voulut y bâtir vers 1400 un hôpital.
Cette aumônerie consistait en un bâtiment situé dans le bourg, composé d'une chapelle dédiée à saint Jacques de Compostelle, de trois chambres (dortoir) dont une pour les pauvres avec « cour, jardin et pré, et trente-deux arpents de terre sur Saint-Épain ». Elle avait été fondée grâce au consentement de Jehan de Craon, ainsi qu'on le voit par la charte ainsi conçue :
« À tous ceux qui ces présentes lettres verront, Jehan de Craon, chevalier, seigneur de Moncontour, Sainte-Maure, Montbazon, etc. savoir faisont que, comme Messire Jehan le Meingre dit Boucicaut, comte de Beaufort et d'Arles, vicomte de Tourrienne et de Valerne, maréchal de France, ému de dévotion a fondé et fait construire et édifier un hôpital et aumônerie pour héberger les pauvres et faire accomplir les œuvres de miséricorde en l'honneur de Dieu en notre ville de Sainte-Catherine-de-Fierbois, étant en notre barronie et châtellenie, laquelle chose ne pouvait se faire sans avoir sur ce notre congé et licence.
Savoir faisons que : "Pour l'honneur et révérence de Dieu", et considérant la bonne volonté et affection de Messire Jehan le Meingre de Boucicaut voulons, octroyons et consentons que lesdits héritages et places ci-dessus déclarés soient et demeurent toujours unis perpétuellement. Donné en notre castel de Montbazon sous notre scel et seing manuel, en témoin de la vérité et mémoire perpétuelle, le 10e jour du mois d'août de l'an de grâce 1415 : Jehan de Craon ».

#### Jeanne d'Arc et sainte Catherine
Jeanne d'Arc, fille de paysans de Domrémy, se fait conduire auprès de Robert de Baudricourt capitaine de Vaucouleurs pour qu'il la mène auprès du Dauphin (futur Charles VII). Elle part de Vaucouleurs, le 23 février 1429, escortée de six hommes, et arrive le 4 mars à Sainte-Catherine-de-Fierbois, portant alors des habits masculins. Elle est hébergée dans l'aumônerie construite par Boucicaut, y fait rédiger une lettre au Dauphin et la lui fait porter par deux hommes de son escorte.
À Fierbois, elle prie devant la statue de sainte Catherine, dans la chapelle qui lui est dédiée. Le lendemain elle assiste à trois messes dans cette même chapelle. Ayant reçu réponse à son courrier, elle se met en route pour Chinon le 6 mars.
Une fois reconnue comme un recours possible par le Dauphin et ses conseillers, elle se rend à Tours pour y récupérer l'armure confectionnée pour elle. Quand on lui propose une épée, elle la refuse en expliquant que « ses voix » lui avaient révélé l'existence d'une autre épée, enterrée derrière l'autel de la chapelle de Sainte-Catherine-de-Fierbois et reconnaissable à cinq croix gravées sur la lame (épée de Charles Martel), lui donnant l'ordre d'aller la chercher pour sa mission.
Voici ce que l'on peut lire à ce propos dans les minutes de son procès :

« …Tandis que j'étais à Tours, j'envoyai chercher une épée qui se trouvait dans l'église Sainte-Catherine-de-Fierbois derrière l'autel.

— Comment saviez-vous que cette épée fût là ?

— Cette épée était en terre, toute rouillée et la garde était ornée de cinq croix. Je sus qu'elle se trouvait là par mes voix, et l'homme qui l'alla chercher ne l'avait jamais vue. J'écrivis aux ecclésiastiques dudit lieu qu'ils voulussent bien m'envoyer cette épée, et ils me l’envoyèrent. Elle n'était pas trop enfoncée en terre, derrière l'autel comme il me semble. Aussitôt après que l'épée eût été trouvée, les ecclésiastiques dudit lieu la frottèrent, et aussitôt la rouille tomba sans difficulté. Ce fut l'armurier de Tours qui l'alla chercher. Les prêtres de Fierbois me firent don d'un fourreau, et les habitants de Tours d'un autre. On fit donc faire deux fourreaux, l'un de velours vermeil, et l'autre de drap d'or. Et moi j'en fis faire un troisième de cuir solide… »

#### La construction de l'église

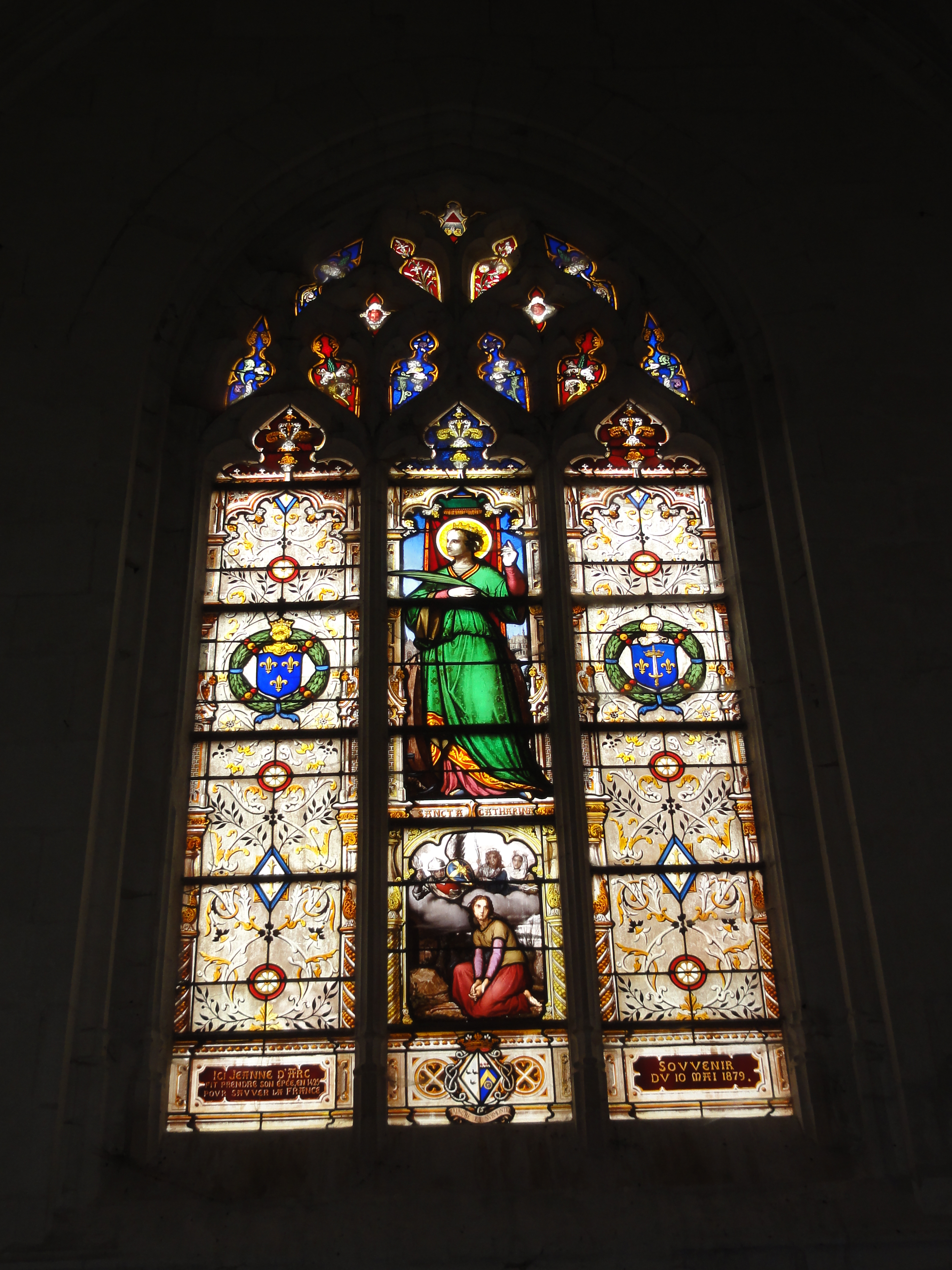
Vitrail commémorant Jeanne d'Arc et sainte Catherine.

Après l'incendie de la chapelle en 1440, le cardinal Hélie de Bourdeilles, archevêque de Tours, fit construire l'église actuelle, sur l'emplacement de l'ancienne chapelle, vers 1450. Elle fut achevée grâce aux largesses de Charles VII. La construction fut achevée sous les règnes de Charles VIII ou Louis XII.
Très tôt les paroissiens de Sainte-Catherine voulurent s'émanciper de la tutelle de Sainte-Maure. La première demande date de 1464 au pape Pie II qui l'accueillit favorablement et y délégua un chanoine pour commencer un procès d'information de commodo et incommodo. L'affaire traîna à cause des guerres et en 1516 le pape Léon X se prononça enfin pour déclarer Sainte-Catherine succursale et paroisse. Mais Sainte-Maure fit opposition et, par un jugement rendu le 6 février 1519, les habitants de Sainte-Catherine furent déboutés de leur demande.
Tel est l'héritage que l'église locale n'a cessé d'affirmer dès sa restauration, timidement à partir des années 1850, et surtout plus fortement après la guerre de 1870-71.

### Epoque moderne
Sainte-Catherine-de-Fierbois devint succursale de Sainte-Maure le 21 mars 1516 et les oppositions repoussèrent au 12 mars 1540 l'arrêt confirmatif du Parlement de Paris, qui fixa les limites de la nouvelle communauté taillable.
Vers le milieu de XVIe siècle, la dévotion pour sainte Catherine est encore populaire, et pour protéger l'église et les reliques qu'elle recèle, par lettre patente du roi du 2 janvier 1545, Louis de Rohan, seigneur de Sainte-Maure fut autorisé à clore le bourg de Sainte-Catherine de murailles et de fossés (disparus depuis), ce qui lui permit de prendre le nom de ville.
En 1686, une nouvelle demande échouera, en particulier à la suite des différends qui opposèrent le pape Innocent XI et Louis XIV au sujet de la régale et surtout de la fameuse Déclaration des Quatre articles de 1682. Il faudra attendre jusqu'en avril 1704 pour qu'enfin Sainte-Catherine devienne une cure à part entière.
L'érection en cure indépendante se fit par décret de l’archevêque de Tours du 17 décembre 1704, les limites de la paroisse étant conformes à l’actuel rôle des tailles (Archives Départementales d'Indre-et-Loire-G 16).

### Epoque contemporaine
Par la loi du 28 mars 1832, Sainte-Catherine-de-Fierbois passa du canton de Ligueil, arrondissement de Loches, au canton de Sainte-Maure-de-Touraine, arrondissement de Chinon.
Délimitation réalisée de Sainte-Catherine-de-Fierbois d’avec Sainte-Maure-de-Touraine, par ordonnance royale du 6 juillet 1832 : Sainte-Catherine-de-Fierbois cède à Sainte-Maure-de-Touraine un territoire de 5 ha 25 a, à la Richardière, contenant une maison (A.N.-F 2 II Indre-et-Loire 3).
Par arrêté préfectoral du 19 décembre 1963, la commune de Saint-Épain cède à celle de Sainte-Catherine-de-Fierbois 6 ha 74 a à l'est de la route nationale no 10, comprenant le lavoir municipal de Sainte-Catherine-de-Fierbois et la Haraudière.

## Politique et administration

### Tendances politiques
| Scrutin             | Scrutin             | 1er tour | 1er tour | 1er tour | 1er tour | 1er tour | 1er tour | 1er tour | 1er tour | 1er tour | 1er tour | 1er tour | 1er tour | 2d tour | 2d tour  | 2d tour | 2d tour | 2d tour | 2d tour |
| Scrutin             | Scrutin             | 1er      | 1er      | %        | 2e       | 2e       | %        | 3e       | 3e       | %        | 4e       | 4e       | %        | 1er     | 1er      | %       | 2e      | 2e      | %       |
| ------------------- | ------------------- | -------- | -------- | -------- | -------- | -------- | -------- | -------- | -------- | -------- | -------- | -------- | -------- | ------- | -------- | ------- | ------- | ------- | ------- |
| Présidentielle 2017 | Présidentielle 2017 |          | FN       | 28,85    |          | LR       | 20,26    |          | EM       | 18,28    |          | LFI      | 15,20    |         | EM       | 55,09   |         | FN      | 44,91   |
| Présidentielle 2022 | Présidentielle 2022 |          | RN       | 34,84    |          | LREM     | 24,30    |          | LFI      | 15,48    |          | REC      | 6,88     |         | RN       | 53,51   |         | LREM    | 46,49   |
| Législatives 2022   | 4e                  |          | RN       | 29,26    |          | PS-Nupes | 27,01    |          | RE-Ens   | 23,47    |          | REC      | 7,07     |         | PS-Nupes | 52,01   |         | RE-Ens  | 47,99   |
| Législatives 2024   | 4e                  |          | RN       | 50,61    |          | PS-NFP   | 22,74    |          | RE-Ens   | 18,58    |          | LR       | 7,58     |         | RN       | 58,08   |         | PS-NFP  | 41,92   |

## Population et société

### Démographie
L'évolution du nombre d'habitants est connue à travers les recensements de la population effectués dans la commune depuis 1793. Pour les communes de moins de 10 000 habitants, une enquête de recensement portant sur toute la population est réalisée tous les cinq ans, les populations de référence des années intermédiaires étant quant à elles estimées par interpolation ou extrapolation. Pour la commune, le premier recensement exhaustif entrant dans le cadre du nouveau dispositif a été réalisé en 2008.

En 2022, la commune comptait 760 habitants, en évolution de +0,8 % par rapport à 2016 (Indre-et-Loire : +1,67 %, France hors Mayotte : +2,11 %).
| 1793 | 1800 | 1806 | 1821 | 1831 | 1836 | 1841 | 1846 | 1851 |
| ---- | ---- | ---- | ---- | ---- | ---- | ---- | ---- | ---- |
| 507  | 509  | 543  | 582  | 556  | 618  | 610  | 640  | 694  |

| 1856 | 1861 | 1866 | 1872 | 1876 | 1881 | 1886 | 1891 | 1896 |
| ---- | ---- | ---- | ---- | ---- | ---- | ---- | ---- | ---- |
| 699  | 667  | 635  | 596  | 562  | 570  | 570  | 574  | 570  |

| 1901 | 1906 | 1911 | 1921 | 1926 | 1931 | 1936 | 1946 | 1954 |
| ---- | ---- | ---- | ---- | ---- | ---- | ---- | ---- | ---- |
| 618  | 620  | 657  | 551  | 542  | 514  | 510  | 511  | 506  |

| 1962 | 1968 | 1975 | 1982 | 1990 | 1999 | 2006 | 2008 | 2013 |
| ---- | ---- | ---- | ---- | ---- | ---- | ---- | ---- | ---- |
| 436  | 499  | 529  | 484  | 539  | 611  | 648  | 658  | 724  |

| 2018 | 2022 | - | - | - | - | - | - | - |
| ---- | ---- | - | - | - | - | - | - | - |
| 768  | 760  | - | - | - | - | - | - | - |

### Enseignement
Sainte-Catherine-de-Fierbois se situe dans l'Académie d'Orléans-Tours (Zone B) et dans la circonscription de Chinon.
L'école primaire accueille les élèves de la commune.

## Culture locale et patrimoine

### Lieux et monuments

#### L'église Sainte-Catherine

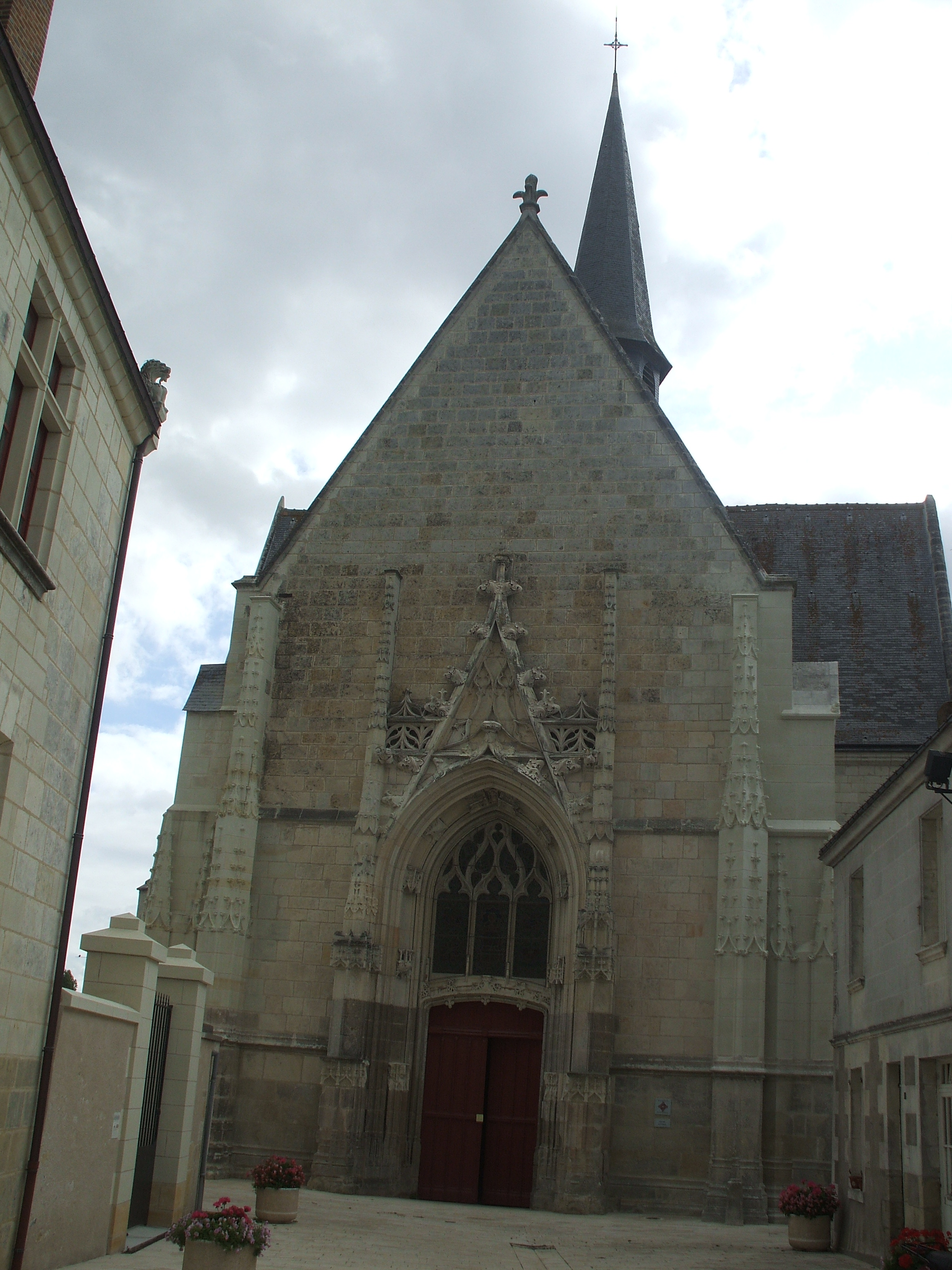
L'église Sainte-Catherine.

Charles VII commanda en 1431 la construction de l'église après la mort de Jeanne d'Arc, à l'emplacement de l'église où elle avait trouvé son épée.
Sa construction s'achève sous Louis XII. D'une sobre élévation, son architecture élancée démontre une certaine ambition pour un édifice modeste, ressemblant plus à une collégiale (comme à Montrésor) ou une chapelle castrale (comme à Ussé). Le décor sculpté flamboyant se concentre en quelques points autour des portails et des transepts.
L'église est fortement restaurée en 1859 par l'architecte amboisien Sylvain-Philippe Châteignier.
Au début du XVIIIe siècle, les habitants obtiennent la fondation d'une cure pour desservir la chapelle, devenant paroissiale.
Vue de l'extérieur, l'église présente une croix latine parfaitement orientée et son caractère architectural est du plus pur style gothique flamboyant. Longue de 34 m et large de 12 m, elle fut construite sur l'emplacement de l'ancienne chapelle (brûlée en 1440) et l'on peut voir en entrant, sur la droite, l'emplacement où fut retrouvée l'épée de Jeanne d'Arc. Elle est surmontée d'un campanile de 41 m de haut.
Le transept fait 26 m de longueur et est composé de deux chapelles. Celle de droite est dédiée à sainte Catherine d'Alexandrie et l'on peut y voir un autel du XVe siècle formé de sept panneaux de style ogival flamboyant (vendu durant la révolution, il fut retrouvé au XIXe siècle dans un moulin voisin). On peut y admirer aussi un magnifique confessionnal en style gothique Tudor (XIXe siècle) dû au ciseau de l'ébéniste Chaffiot. L'autre chapelle est consacrée à la Vierge Marie.
En regardant le chœur, on voit à droite la porte de la sacristie surmontée des armes de Boucicaut et de Jeanne d'Arc. En face, la chapelle seigneuriale, construite au XIXe siècle.
Le maître-autel est l'œuvre du même ébéniste qui fit le confessionnal. L'église est décorée d'une dizaine de vitraux.
L'église est classée au titre des monuments historiques en 1862.

#### La maison du Dauphin
Elle porte ce nom parce qu'il est dit que Charles VII y a logé. Elle fut construite en 1478 par le sire d'Estouteville, seigneur de Sainte-Maure.
Elle se distingue par quatre fenêtres à croisillons et par une porte basse en accolade. Les gables ornementés de crochets portent à leur base deux dragons ailés. De chaque côté de la porte sont deux écussons, dont l'un aux armes de France (mi-partie), et le deuxième tellement mutilé qu'il est impossible de le définir.
Elle a été entièrement restaurée en 2007. L'édifice a été inscrit au titre des monuments historiques en 1927.

#### La mairie

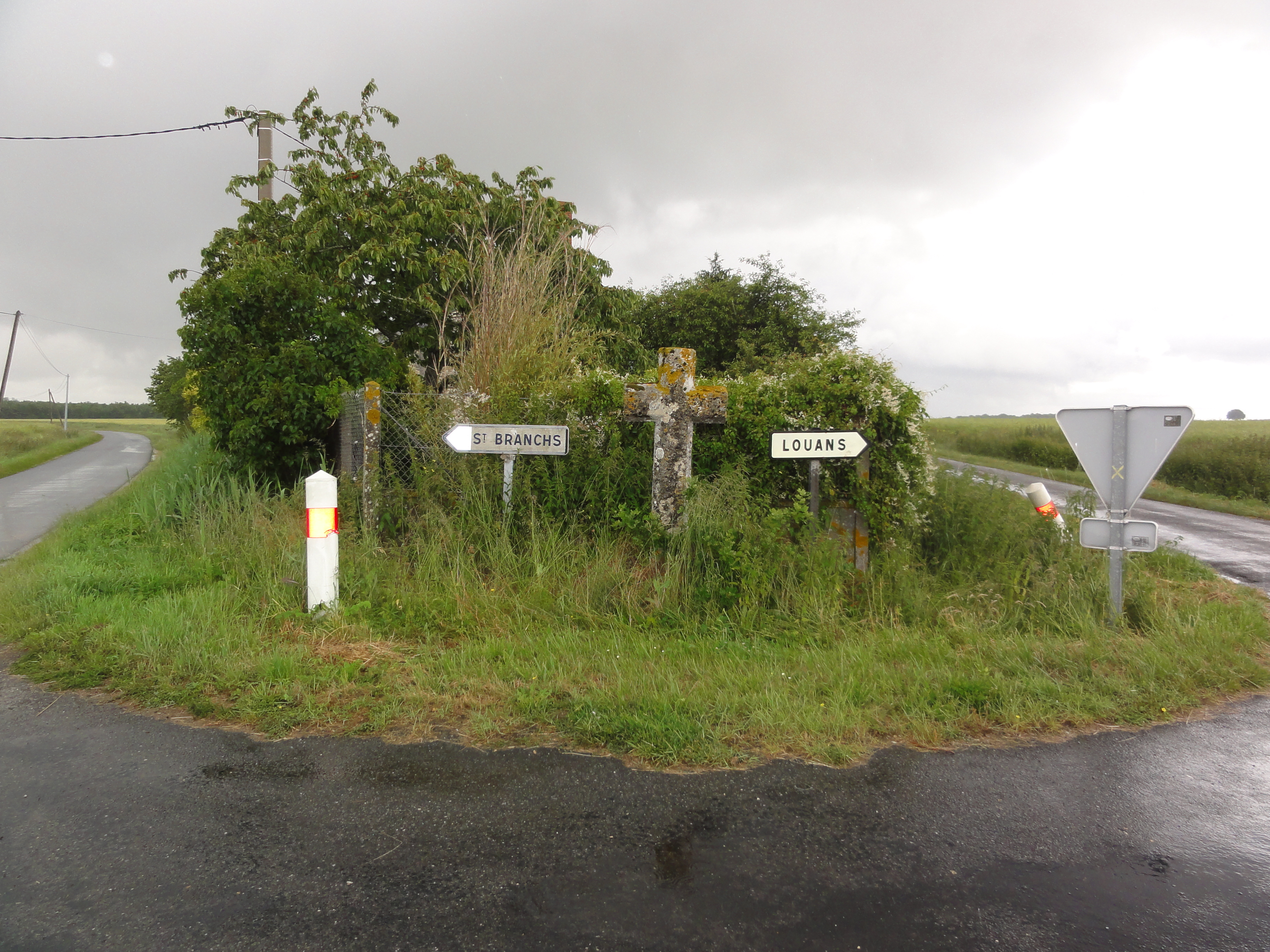
Croix de chemin à l'entrée du village.

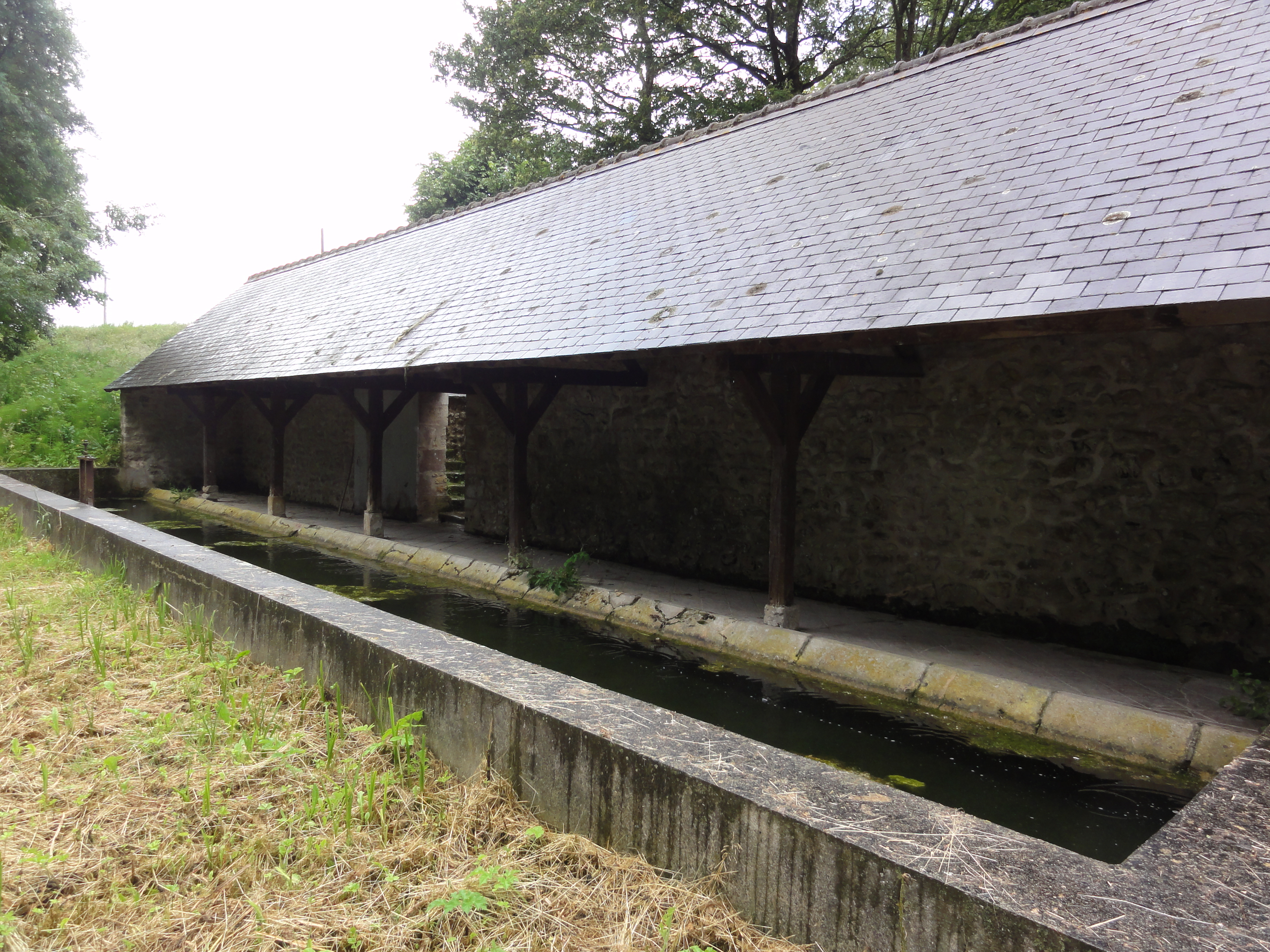
Lavoir.

La mairie occupe presque entièrement l'ancienne aumônerie, monument historique, fondée par le maréchal Boucicaut (aux environs de 1400), dont la façade a été restaurée dernièrement. L'ancienne chapelle dédiée à saint Jacques de Compostelle, servit ensuite de presbytère, et est occupée actuellement par la bibliothèque municipale. On y voit encore une petite statue de sainte Catherine dans le contrefort qui borde la route.

#### Château de Comacre
Le domaine portait anciennement le nom de du Retail ou du Verger. Il prend le nom de la famille de Commacre, qui en est propriétaire, dans la première moitié du XVIe siècle.
En 1812, la terre de Commacre est vendue par Louis-Charles Cantineau, comte de Commacre, à M. de La Haye, qui la revend à son tour au marquis François-Henri-Antoine de Bridieu en 1838.
Maximilien-Louis-Charles Lignaud, marquis de Lussac, a acheté en 1845 la terre de Comacre. Il a fait construire en 1848 le château de Comacre par l'architecte amboisien Sylvain-Philippe Châteignier dans le style néogothique. Le château était admiré. Claude de Montclos a écrit qu'« il combine dans un syncrétisme élégant  et de grande qualité des formes issues du gothique flamboyant français, et du style Tudor anglais et de la Renaissance du Val de Loire ». Devant le coût d'entretien du château et le refus de l'État à participer à sa restauration, Max Lignaud, marquis de Lussac, fait démolir le château en 1962.

#### Le temple de l'Église réformée
Un temple destiné à accueillir les offices des Églises réformées néerlandaises (d'héritage calviniste), fusionnées depuis 2004 au sein de  l'Église protestante dans les Pays-Bas, a été construit en 1958 au Bois Saint-Maurice au sud de Sainte-Catherine. Cette construction simple était rendue nécessaire du fait de l'installation continue d'agriculteurs néerlandais, principalement éleveurs laitiers originaires de Zélande, sur le plateau de Sainte-Maure depuis les années 1920 et qui y ont fait souche.

#### Télévision
En mai 2006, les hélicoptères du jeu de France 3 La Carte aux Trésors se sont posés sur la commune (stade et rue de Bossée). Des habitants ont servi de chauffeurs pour les deux candidats du jeu. L'émission, dont c'était le 100e numéro, a été diffusée le mardi 22 août 2006 à 20 h 55.

### Personnalités liées à la commune
- Le roi Louis XI a effectué un pèlerinage vers Sainte-Catherine-de-Fierbois, le 15 décembre 1471[38].
- Le caricaturiste Jules Baric (1825-1905) est natif de Sainte-Catherine-de-Fierbois. Une rue porte son nom.
- Le bibliothécaire et historien André Vaquier (1886-1976) est né à Sainte-Catherine-de-Fierbois.
- Max de Lussac (1879-1944), résistant.

Maximilien Marie Michel Antonin de Lignaud de Lussac, dit Max de Lussac, est dès le début de l'Occupation  en rapport avec les réseaux de passeurs et résistants Turma-Vengeance et Marie-Odile, dirigés localement bientôt par l'Abbé Péan, curé de Draché. C'est un proche de Marie-Thérèse de Poix de Sepmes, vers qui il dirige les clandestins candidats au passage de la Ligne de démarcation. Il fabrique de faux-papiers.
Il est arrêté fin 1943 et incarcéré à Compiègne puis déporté en juin 1944 au camp de concentration de Neuengamme près de Hambourg. Il meurt à Neuengamme le 27 juin 1944 sous les bombardements britanniques.
Ancien maire de Sainte-Catherine, Croix de Guerre 1914-1918. Une rue de Sainte-Catherine porte son nom.

### Héraldique
| Blason de Sainte-Catherine-de-Fierbois | Les armes de Sainte-Catherine-de-Fierbois se blasonnent ainsi : D'azur à l'épée haute d'argent garnie d'or, enfilée d'une couronne et accostée de deux fleurs de lis, le tout du même . |

## Sources
- Pour la partie histoire, abbé J.B. Fourrault, Sainte-Catherine-de-Fierbois – Ses monuments et souvenirs de Jeanne d'Arc, Tours, 1887